# Unidos da Major Gama
O Grêmio Recreativo Escola de Samba Unidos da Major Gama é uma escola de samba de Corumbá, que ja fora detentora do título de campeã do Carnaval em uma oportunidade, no ano de 2007

## História
Fundada em 1989, a agremiação teve seu auge no ano de 2007, rompendo a disputa acirrada entre Império do Morro e Vila Mamona, que monopolizaram o primeiro lugar nos anos anteriores. Isso conferiu expectativas para o desfile de 2008, que não se confirmaram e a escola acabou rebaixada ao Grupo de Acesso. No ano de 2010 mostrou o enredo sobre Julieta Marinho, voluntária que tem um legado de vida muito forte, denominado Julieta Marinho, um exemplo de vida. Para esse carnaval, trouxe um casal de mestre-sala e porta-bandeira do carnaval carioca, mas mesmo assim na fase do pré-carnaval apresentou diversos problemas internos. Após boatos de que não desfilaria, Iraílton Oliveira Santana foi substituído como presidente por Chicão de Barros. A escola terminou na quarta e última colocação, sendo rebaixada para o grupo de acesso novamente.
Em 2011, após o descenso, a direção da escola esteve em busca de patrocinadores para voltar a elite do carnaval corumbaense. No ano seguinte homenageou o empresário Ueze Zahran obtendo a quinta e última colocação do segundo grupo. Somente em 2020, já na administração de Salim Ribeiro, que a escola consegue sair da última colocação do carnaval, fazendo um desfile sobre a Bolivia, de grande apelo visual, com alegorias vindas de São Paulo, com a sexta colocação do júri, porém, com forte apoio popular.

## Segmentos

### Presidentes
| Nome                      | Mandato     | Ref.  |
| ------------------------- | ----------- | ----- |
| Iraílton Oliveira Santana | ? - 2010    | [ 1 ] |
| Chicão de Barros          | 2010 - 2011 | [ 1 ] |
| Almeida Lara              | 2012        |       |
| Mamir                     | 2013-2017   |       |
| Dilma Suely               | 2018        |       |
| Salim Ribeiro             | 2019-       |       |

### Diretores
| Ano  | Diretor de Carnaval | Diretor geral de harmonia | Mestre de bateria | Ref. |
| ---- | ------------------- | ------------------------- | ----------------- | ---- |
| 2017 |                     |                           |                   |      |

### Coreógrafo
| Ano  | Nome    | Ref. |
| ---- | ------- | ---- |
| 2016 | Joilson |      |
| 2017 |         |      |

### Casal de Mestre-sala e Porta-bandeira
| Ano  | Nome | Ref. |
| ---- | ---- | ---- |
| 2017 |      |      |

### Rainhas de bateria
| Período | Rainha               | Madrinha | Ref.  |
| ------- | -------------------- | -------- | ----- |
| 2010    | Patrícia             |          | [ 4 ] |
| 2012    | Angélica Bietencourt |          |       |
| 2017    |                      |          |       |

## Carnavais
| Ano  | Colocação | Grupo    | Enredo                                                                          | Carnavalesco         | Intérprete | Ref         |
| ---- | --------- | -------- | ------------------------------------------------------------------------------- | -------------------- | ---------- | ----------- |
| 2009 | 4º lugar  | Especial | De Corumbá até a China                                                          |                      |            |             |
| 2010 | 4º lugar  | Especial | Julieta Marinho - um exemplo de vida.                                           |                      |            | [ 1 ]       |
| 2011 | 4º lugar  | Acesso   | Descendo a ladeira, a Major Gama faz o seu Arraial de São João                  |                      |            |             |
| 2012 | 3º lugar  | Acesso   | Ueze Elias Zaharan, um apaixonado pelo trabalho                                 |                      |            | [ 3 ] [ 5 ] |
| 2013 | 5°lugar   | Acesso   | Uma viagem ao Nordeste                                                          |                      |            | [ 6 ] [ 7 ] |
| 2014 | 5°lugar   | Acesso   | Com requinte de magia a Major Gama canta, encanta e seduz seu coração           |                      |            | [ 8 ]       |
| 2015 | 5°lugar   | Acesso   | Corumba Cidade Branca Cartao Postal do Pantanal.                                | Joaozinho            |            |             |
| 2016 | 5°lugar   | Acesso   | Cachaça - seja no copo, na garrafa, no gargalo ou no barril                     |                      |            | [ 9 ]       |
| 2017 | 5º Lugar  | Acesso   | História do gênero que é a cara do Brasil - Cem anos do samba                   | João Braga           |            |             |
| 2018 | 10º Lugar | Único    | Nossa rua hoje tem rei e ganha a avenida: saudemos Tanabi, a cultura é sua vida | João Braga e Betinho |            |             |
| 2019 | 10º Lugar | Único    | A Imperatriz dos Carnavais                                                      | Manoelzinho          |            |             |
| 2020 | 6º Lugar  | Único    | A Major Gama celebra El Aguerrido Pueblo Hermano Boliviano                      | Manoelzinho          |            |             |